# Neomillspaughia paniculata
Neomillspaughia paniculata (Donn.Sm.) S.F.Blake – gatunek rośliny z monotypowego rodzaju Neomillspaughia w obrębie rodziny rdestowatych (Polygonaceae Juss.). Występuje naturalnie na obszarze od południowego Meksyku po Nikaraguę. 

## Morfologia
PokrójKrzew dorastający do 2–6 m wysokości. Pędy są owłosione.
LiścieUlistnienie jest naprzemianległe. Ich blaszka liściowa ma okrągły kształt. Mierzy 12–22 mm długości oraz 10–20 mm szerokości, o niemal sercowatej nasadzie i karbowanym wierzchołku. Ogonek liściowy jest nagi i osiąga 15–30 mm długości. Gatka jest nietrwała, dorasta do 4 mm długości.
KwiatyPromieniste, obupłciowe, zebrane w wiechy o długości 20–30 cm, rozwijają się na szczytach pędów. Mają 5 listków okwiatu o barwie od białej do biało-zielonkawej. Pręcików jest 5, są wolne. Zalążnia jest górna, jednokomorowa.
OwoceTrójboczne niełupki o jajowatym kształcie, osiągają 3 mm długości.

## Biologia i ekologia
Rośnie w lasach liściastych częściowo zrzucających liście. Występuje na wysokości do 900 m n.p.m. Kwitnie od września do listopada.